# Kirche St. Brélade

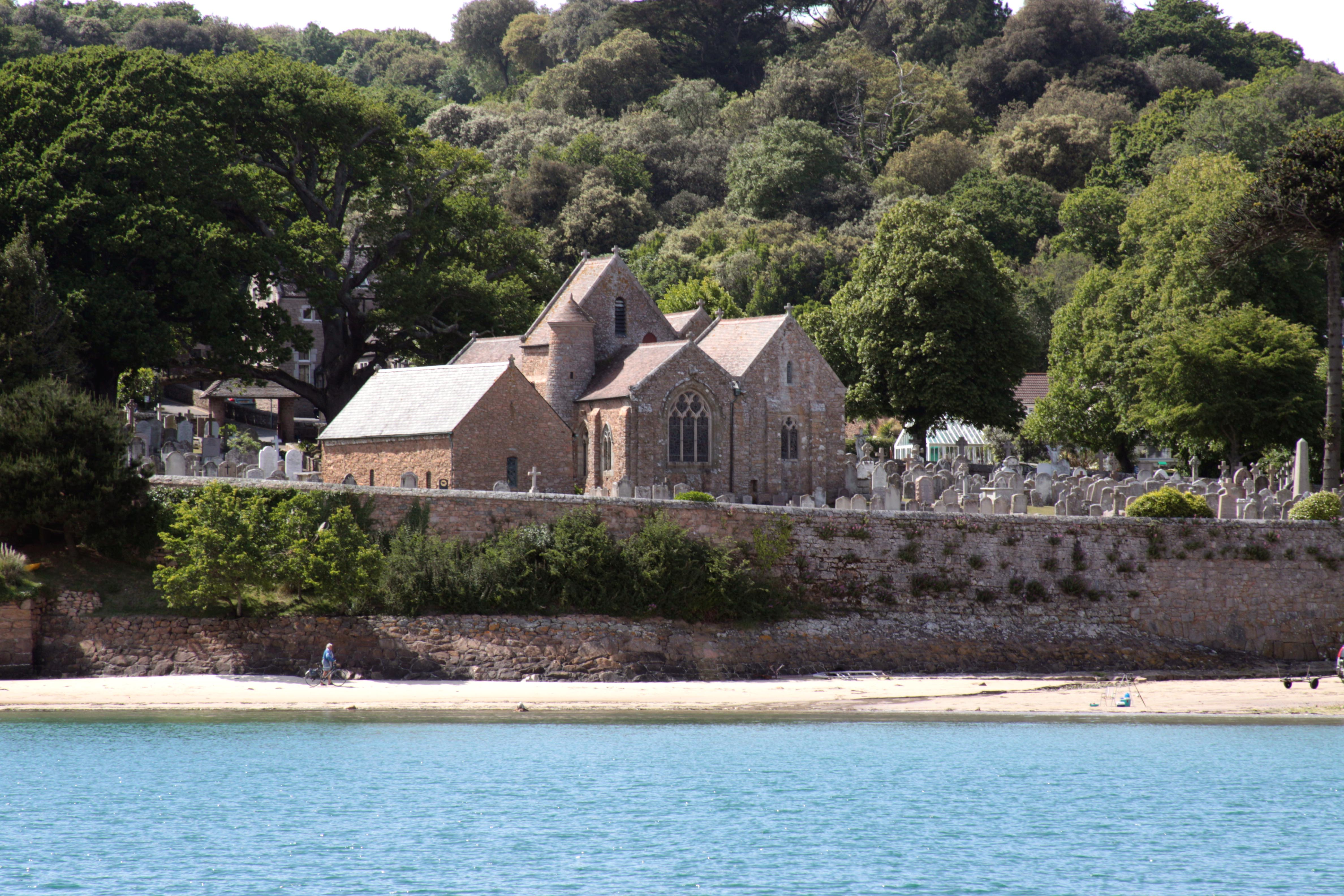
Kapelle (links) und Kirche (rechts)

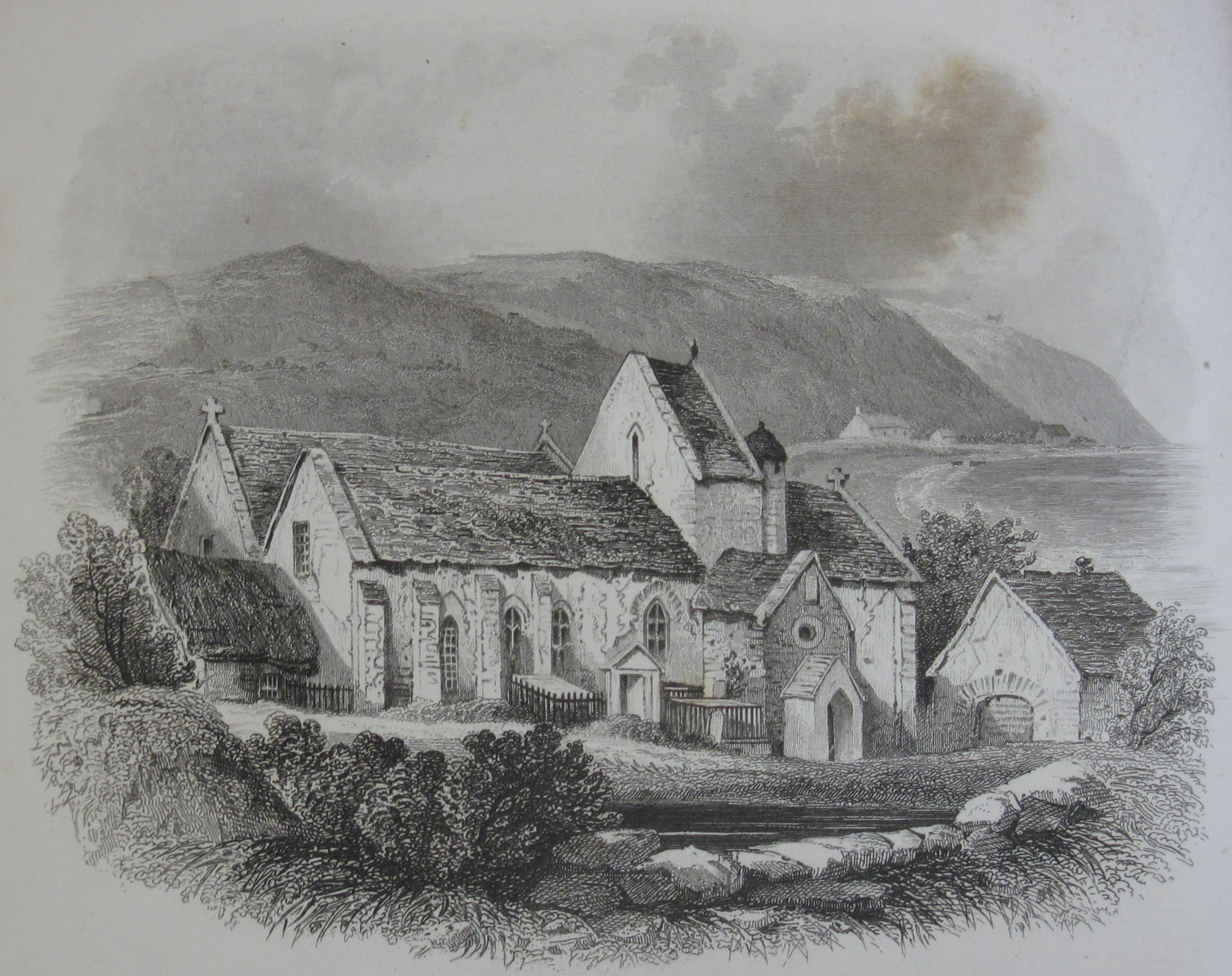
Ansicht von 1840

Die Pfarrkirche von St. Brélade (Parish church of St. Brélade) und die Fischerkapelle (Fisherman’s Chapel) liegen am südwestlichen Ende der Bucht von Saint Brélade auf der Insel Jersey. Es wird angenommen, dass sie auf einer der ältesten christlichen Stätten von St. Brélade errichtet wurde und die ältesten Teile 1000 Jahre alt sind. Die anglikanische Kirche hat eine Gemeinde von etwa 12.500 Einwohnern und zusätzlich einige zehntausend Besucher pro Jahr.

## Bauplatz
Der Überlieferung zufolge soll die Gründung der Kirche und der Fischerkapelle auf den keltischen oder walisischen Wanderprediger Branwalator (auch als Branwallder, Broladre, Brelodre, Brélade bekannt) selbst zurückgehen, der diesen Platz bestimmt hatte. Er liegt nahe bei einer früheren prähistorischen Stätte (Dolmen), deren Nutzung bei der Christianisierung auf die Kapelle überging.

## Name
Die Kirche ist dem heiligen Brélade (auch als St. Branwalader bekannt) gewidmet.

## Kirche

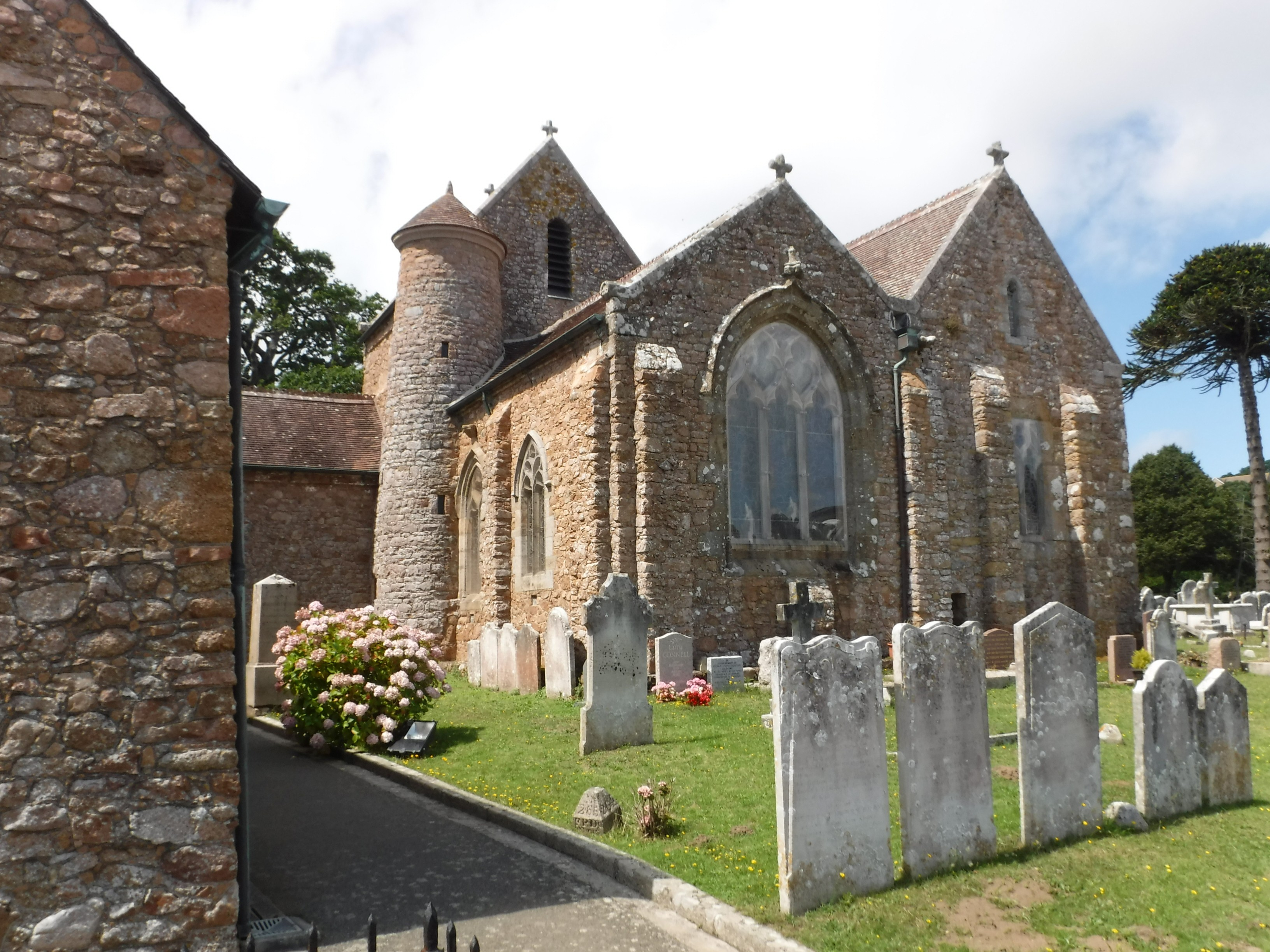
Ostfassade der Kirche

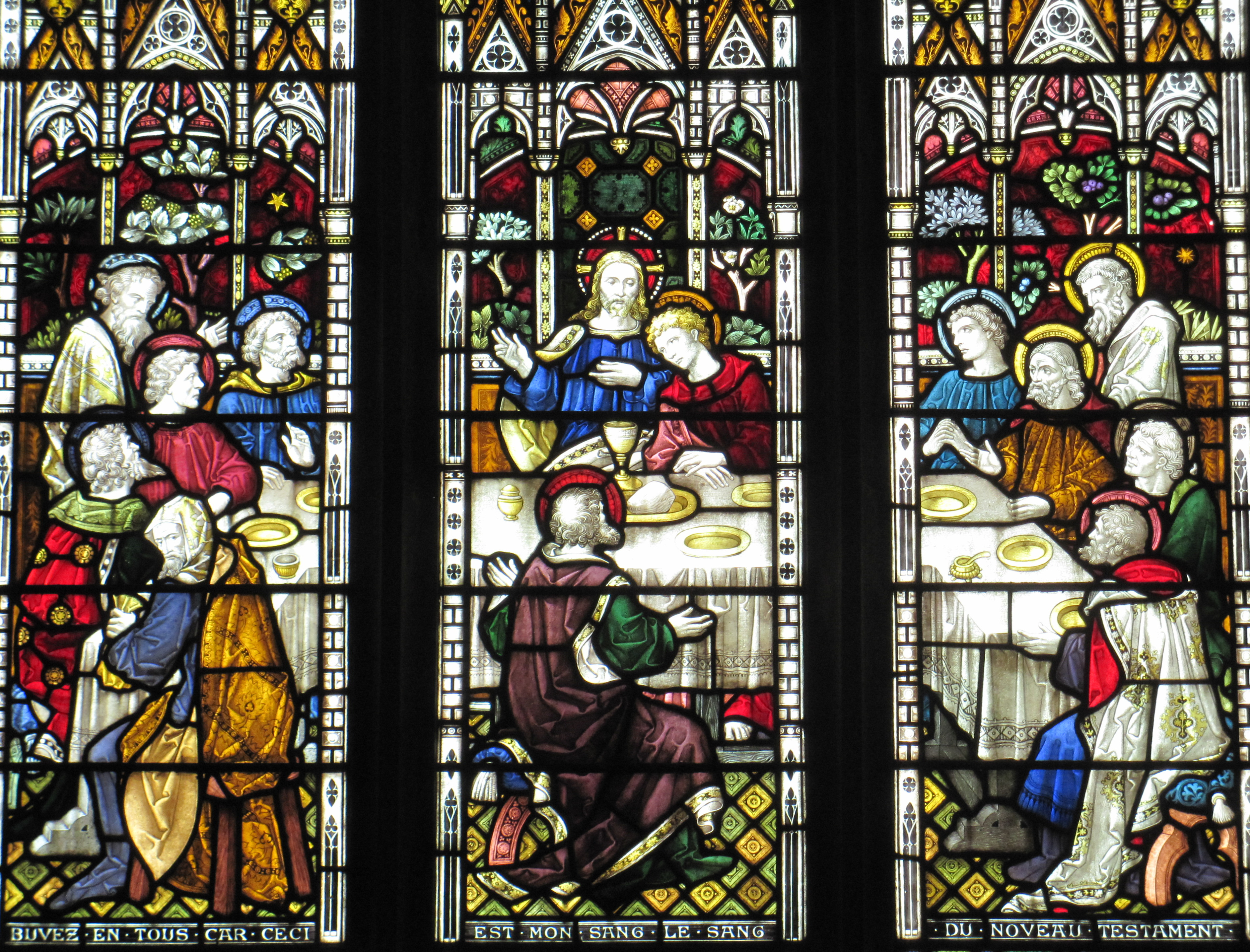
Glasfenster

Die heutige Kirche wird bereits in Patronatsurkunden erwähnt. Im Jahr 1035 bestätigte Robert von der Normandie das Patronat der Kirche gegenüber der Abtei Montivilliers. Der Chor ist der älteste Teil des Gebäudes. Das ursprüngliche Gebäude erstreckte sich etwa sechs Fuß in das Kirchenschiff. Es war damals nur eine kleine Klosterkapelle.
Anfang des 12. Jahrhunderts wurde die Kirche zur Pfarrkirche ausgebaut. Die Kirche bekam einen kreuzförmigen Grundriss. Sie bestand aus einem Chor, einem Kirchenschiff (in zwei Abschnitten gebaut) und zwei Querschiffen. Vielleicht ein Jahrhundert später wurde der Altarraum gebaut und danach der Kirchenschiffgang. Auch der heute noch sichtbare Turm wurde angebaut. Die Kapelle wurde ähnlich errichtet. Man baute zunächst eine doppelte Mauer, verkleidete sie auf allen Seiten und goss dann flüssigen Kalkmörtel in den Zwischenraum. Für den Mörtel wurden Muscheln zerkleinert und mit kochendem Meerwasser aufgelöst.
Im 14. bis 15. Jahrhundert wurde das Dach ungefähr zweieinhalb Fuß angehoben und die Kirche gotisiert.
Die Kirche enthielt auch einen Lettner. Dieser ist heute nicht mehr vorhanden. Die Konsolen, auf denen er ruhte, sind noch zu sehen. Bis 1550 hatte die Kirche fünf Glocken. Gemäß einer damals ergangenen Rechtsverordnung mussten vier davon eingeschmolzen werden. Der Erlös wurde zum Bau von Festungen an den beiden Schlössern der Insel verwendet. Heute befindet sich eine 840 Kilogramm schwere Glocke von 1883 in der Kirche.
Das mittelalterliche Taufbecken verschwand während der Reformation und wurde 1840 an den Hängen in der Nähe der Kirche gefunden, versteckt in Farn und Stechginster. Es wurde restauriert und befindet sich heute wieder in der Kirche. Der langjähriger Kirchenvorsteher H. G. Shepard stellte einen reich verzierten Holzdeckel zur Verfügung.
Die bemalten Glasfenster sind das Werk von Henry Thomas Bosdet und ersetzten schlichte Glasfenster nach dem Bildersturm der Reformation.
Der geschnitzte Text auf der Kanzel ist eine Wiedergabe von Sprüche 25,11: „Tells que sont les pommes d’or emaillées d’argent, telle est la parole dit comme il faut“ (Ein Wort, geredet zu rechter Zeit, ist wie goldene Äpfel auf silbernen Schalen.).
Vor einer Sanierung in den 1890er Jahren waren der Steine im Inneren der Kirche mit Gips bedeckt und weiß gestrichen. Während der Sanierung wurde der Putz von den Granitsteinen entfernt und Fehlstellen mit Zement ausgebessert. Außerdem wurden Jugendstil-Holzarbeiten im Chor und an der Kanzel angebracht. Dazu wurde der Chor mit fünf verschiedenen Arten von Jersey-Granit in Form von Wellen, die am Meeresufer brechen, gepflastert.

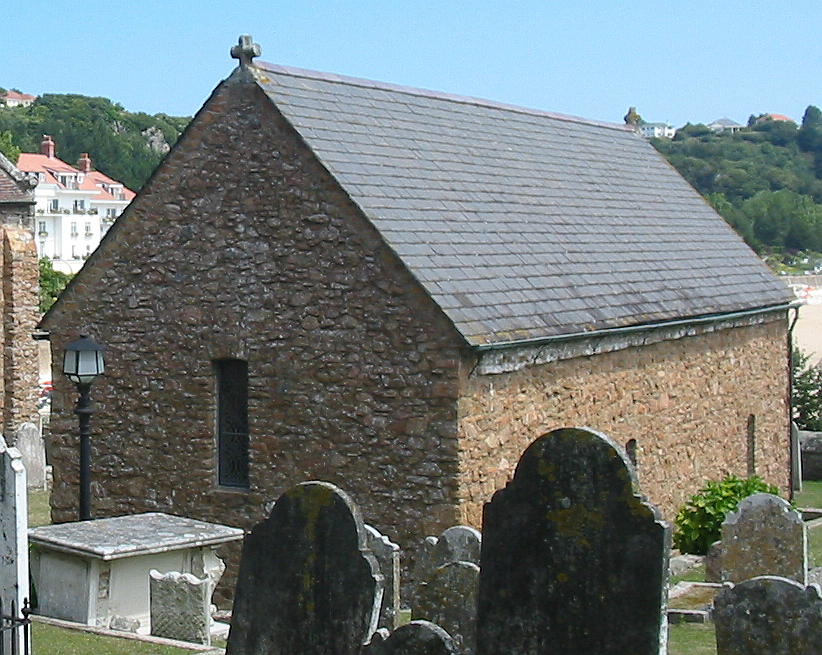
Fischerkapelle

## Fischerkapelle
Die Fischerkapelle (Französisch: Chapelle-ès-Pêcheurs, Jèrriais: Chapelle ès Pêtcheurs) steht direkt neben der Kirche von St. Brélade. Sie ist eine der wenigen der ehemals über 50 Klosterkapellen auf Jersey, die während der Reformation nicht zerstört wurden. Der Name der Kapelle Chapelle-ès-Pêcheurs wurde ursprünglich mit auf der Insel existierenden Fischergilden assoziiert. Der Historiker Warwick Rodwell schlug dagegen vor, dass nicht „pêcheurs“ (Fischer), sondern „pécheurs“ (Sünder) gemeint sind. Dies passt zu archäologischen Untersuchungen, die zeigen, dass die Kapelle eine Totenmesskapelle war, das heißt eine Kapelle, die von einer örtlichen Familie finanziert wurde, um Messen für die Seelen der Toten zu halten. Es gibt keine Beweise für „Fischergilden“. Es wird vermutet, dass die Grundmauern der Kapelle noch aus dem sechsten Jahrhundert stammen. Andere Quellen geben neuere Daten an. Laut Warwick Rodwell wurde die Kapelle nach dem Bau der Hauptpfarrkirche gebaut. Es könnte allerdings schon zuvor eine einfache Holzkapelle an dieser Stelle existiert haben.
Mit dem gotischen Umbau der Kirche im 14. bis 15. Jahrhundert wurde auch die Fischerkapelle umgebaut und das Dach angehoben.
Der Boden der Kapelle wurde in den 1980er Jahren auf die mittelalterliche Ebene zurückversetzt. Damit änderte sich das als niedrig und gedrungen empfundene Innere der Kapelle, das in frühen Fotografien zu sehen ist, wieder zu den ursprünglichen Proportionen.

### Fresken

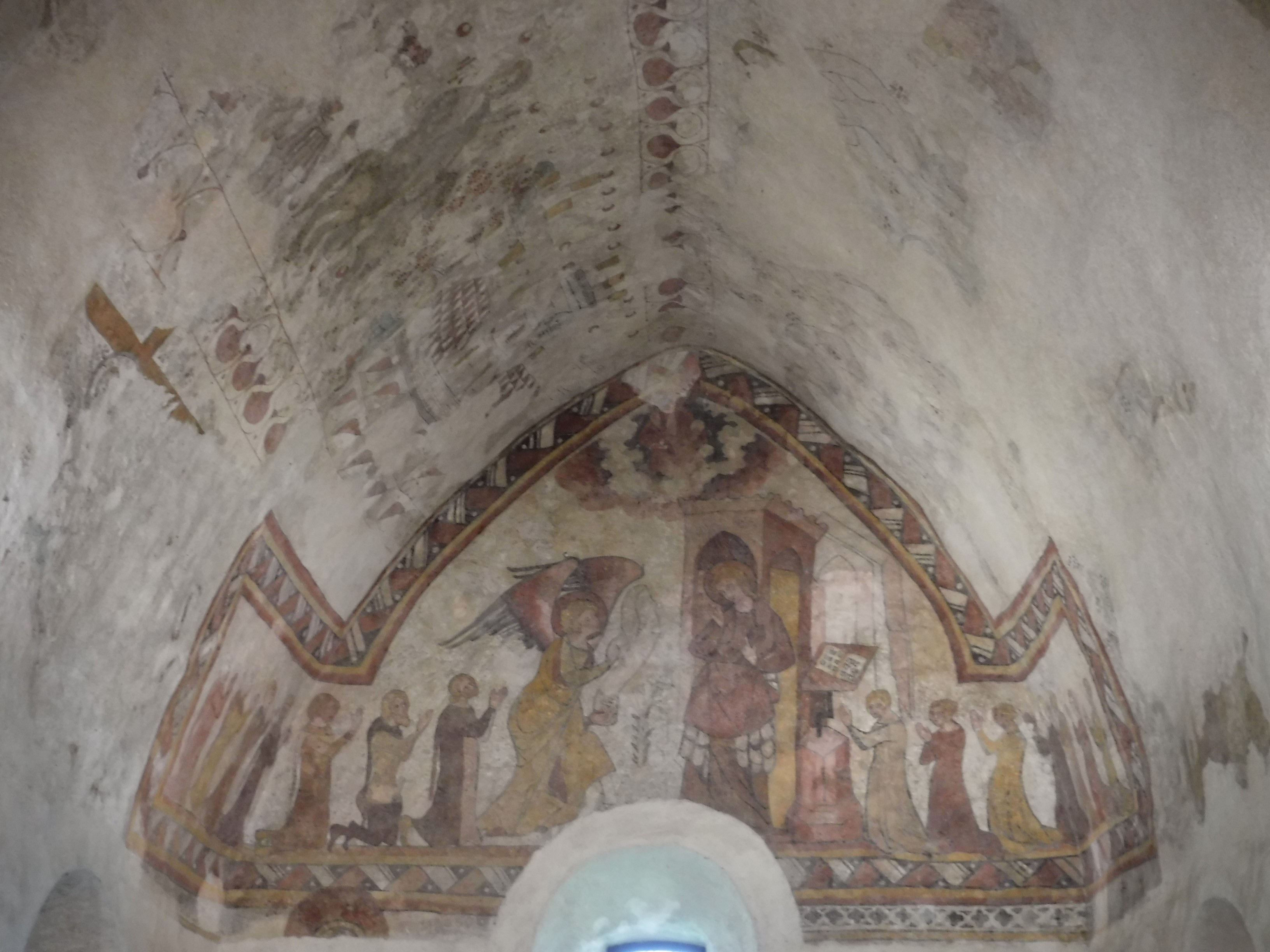
Verkündigungsfresko

Die Fischerkapelle zeichnet sich durch erhalten gebliebene mittelalterliche Fresken aus, die auch den reformatorischen Bildersturm überstanden haben.
An der Südwand der Kapelle sieht man einen Teil des Gemäldes „Verkündigung“. Etwas weiter in Richtung Westen ist die Hand der Jungfrau Maria zu sehen, die auf einem Buch ruht, das auf einem Rednerpult liegt. In der Nähe sieht man den Kopf eines der Heiligen Drei Könige mit dem Namen Melchior darüber und einen Weisen, der die Inschrift les Mages trägt. Zwischen den Weisen sind der Körper und die Beine eines Soldaten mit Kettenrüstung gut zu erkennen.
An der Westwand der Kapelle befinden sich Graffiti mit den Themen Auferstehung Jesu Christi und Jüngstes Gericht. Über der Nordtür ist ein Bild von König Herodes, daneben Die Geißelung Christi. An der Norddecke über der Tür sieht man ein Bild Christi, auf einem Esel reitend, daneben das Bild eines römischen Soldaten. An der Süddecke im kleinen Altarraum sind Teile von Adam und Eva und ihrer Kinder zu sehen.
Durch die Verwechslung der Heiligen Brélade und Brendan in der Vergangenheit gibt es heute Glasfenster mit Szenen aus dem Leben von Saint Brendan in der Kapelle.

## Im Kirchhof

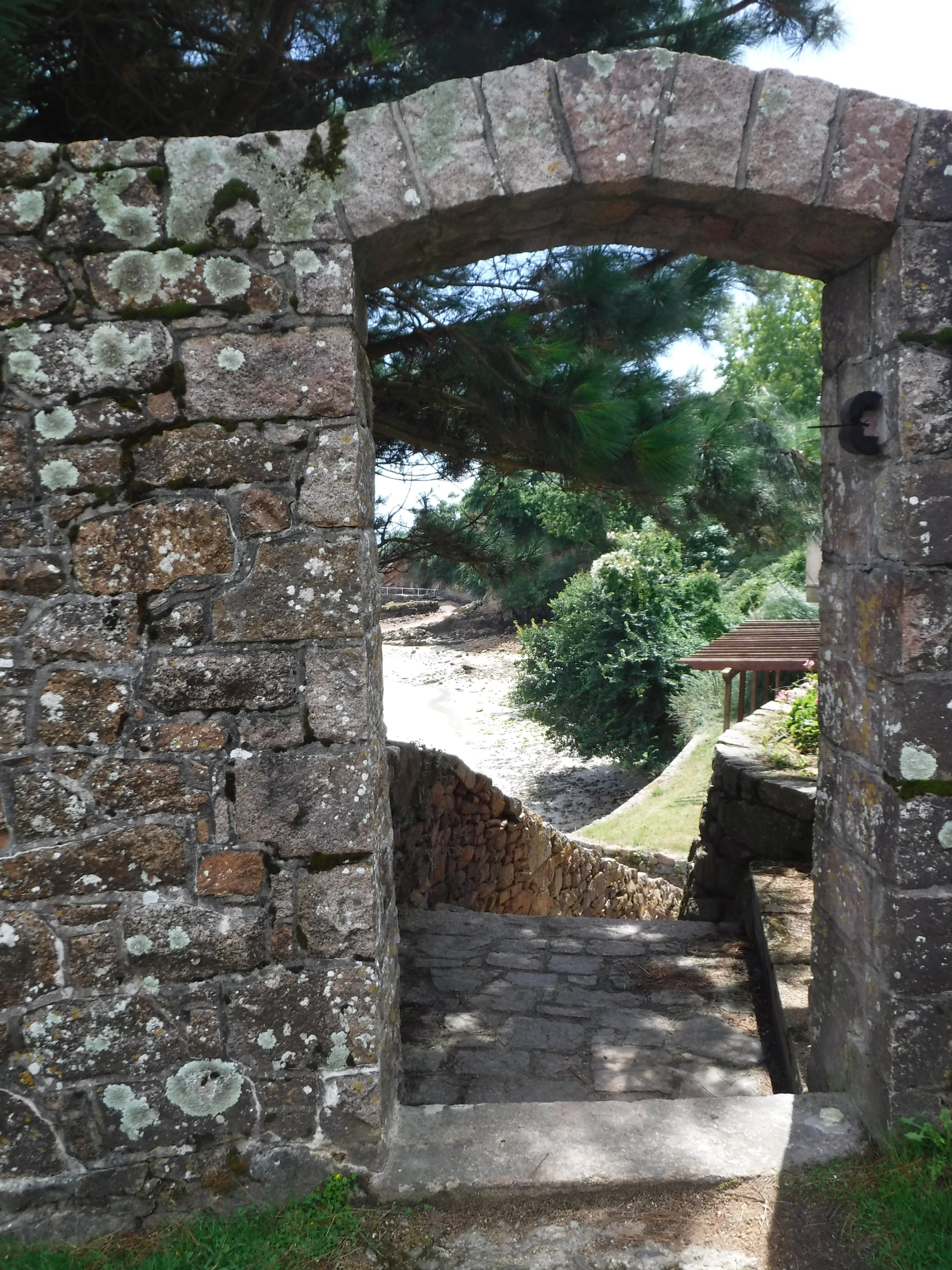
Tor der Zuflucht

Südlich der Kirche befindet sich ein „Tor der Zuflucht“. Kriminelle, die im Mittelalter den Hauptaltar der Kirche erreichten, konnten ihrer Verhaftung entgehen. Über das Tor und die Treppen konnten sie zum Strand gehen und wurden mit einem Boot in die lebenslange Verbannung gebracht.
An der Wand des Nord-Ost-Durchgangs ist eine Gedenktafel für einen ehemaligen Deutschen Soldatenfriedhof angebracht. Während des Ersten Weltkriegs wurden auf dem Friedhof deutsche Kriegsgefangene beerdigt. Während des Zweiten Weltkriegs deutsche Besatzer. Die Leichen wurden 1961 exhumiert und nach Frankreich gebracht.
Unter dem überdachten Friedhofstor konnte der Sarg abgestellt werden während auf den Pfarrer gewartet wurde. Das Tor war eine Stiftung von Jesse Boots, dem späteren Lord Trent und Begründer der Boots-Apothekenkette.